# Ingeborg Holm
Pour plus de détails, voir Fiche technique et Distribution.
Ingeborg Holm est un film muet suédois de Victor Sjöström sorti en 1913.

## Synopsis
À la mort de son époux, une femme démunie de ressources doit, selon la législation en vigueur, entrer à l'hospice et abandonner ses enfants à l'Assistance publique. Désespérée, elle sombre progressivement dans la folie.

## Fiche technique
- Titre du film : Ingeborg Holm
- Réalisation et scénario : Victor Sjöström d'après une pièce de Nils Krok
- Photographie : Henrik Jaenzon - Noir et blanc
- Film muet
- Effets spéciaux : Nils Elffors
- Production : Svenska Biografteatern A.B.
- Durée : 72 minutes env. (métrage : 1 975 m)
- Pays d'origine :  Suède
- Sortie : 27 octobre 1913

## Distribution
- Hilda Borgström : Ingeborg Holm
- Aron Lindgren : Sven Holm /le vieil Éric Holm
- Erik Lindholm : un employé de magasin
- Georg Grönroos : l'intendant de l'Assistance publique
- William Larsson : l'officier de police
- Richard Lund : le docteur
- Carl Barcklind : le médecin de famille
- Hugo Björne : un paysan

## Commentaire
- La plupart des films réalisés au cours de ces années par Victor Sjöström ont été détruits lors d'un incendie survenu en 1941 dans les studios de Lidingö à Stockholm. Fort heureusement, le plus significatif d'entre eux, Ingeborg Holm a pu être préservé. Huitième film du cinéaste, « ce premier véritable chef-d'œuvre peut être considéré et défendu comme le film le plus profond et le plus maîtrisé jamais réalisé avant Naissance d'une nation de David Wark Griffith, tourné deux ans plus tard. »[1]
- Ingeborg Holm déchaîna dans la presse locale une controverse acharnée mais obtint, paradoxalement, un succès public universel. L'auteur du sujet original, Nils Krok écrivait : « Il y a vingt ans, je participais pour la première fois à une réunion de l'Assistance publique. Cela me marqua profondément. [...] Environ sept ans plus tard, fit son apparition devant le Comité une jeune femme qui avait connu des jours meilleurs. Son mari était mort, la laissant avec cinq enfants et sans ressources, elle ne pouvait même pas chercher du travail car elle venait juste de sortir de l'hôpital où elle s'était fait soigner pour un ulcère gastrique. Ce fut là que me vint l'idée d'écrire cette pièce, Ingeborg Holm. »[2]
- « Sjöström refusa d'atténuer la réalité de cette histoire. »[3] Lors de sa sortie en France, on compara Sjöström à Victor Hugo. Effectivement, ces deux créateurs partagent en commun leur sympathie pour les faibles et les opprimés. Bengt Forlsund, auteur d'une biographie sur Victor Sjöström, exprime ce point de vue : « Le réalisateur a décrit la souffrance d'Ingeborg Holm comme un processus à la fois discret et inexorable. Ce n'était pas la première fois que l'on montrait à l'écran des problèmes sociaux, mais, c'était la première fois, qu'on abordait ceux-ci sans sensationnalisme, afin d'émouvoir et de faire participer le spectateur. Ingeborg Holm fut, en fait, le premier film suédois à exercer une influence directe sur la société. »[4]
- « S'annonce déjà, ici, ce qui sera la marque de Sjöström : un réalisme minutieux, le sens de la vérité des êtres, joints à une organisation raffinée de l'expression. »[5]